# Песен за огън и лед
„Песен за огън и лед“ (на английски: A Song of Ice and Fire) е епична фентъзи поредица, чийто автор е Джордж Р. Р. Мартин. Това, което я отличава от повечето творби в жанра, са реалистичните и дълбоко развити персонажи, твърде беглата употреба на магия и поглъщащото повествование за заговори и политически маневри, развиващи се на фона на реалистични събития, описани от автора.

## Книгите
Издадени са пет книги. Плановете на Мартин са за седем книги, но бройката може и да нарасне.
| Първо издаване | Заглавие в оригинал  | Заглавие на български | Издания на български                                 | Бележки |
| -------------- | -------------------- | --------------------- | ---------------------------------------------------- | ------- |
| 1996           | A Game of Thrones    | Игра на тронове       | 2001 – Издателство: „Бард“. Превод: Валерий Русинов. |         |
| 1999           | A Clash of Kings     | Сблъсък на крале      | 2001 – Издателство: „Бард“. Превод: Валерий Русинов. |         |
| 2000           | A Storm of Swords    | Вихър от мечове       | 2002 – Издателство: „Бард“. Превод: Валерий Русинов. |         |
| 2005           | A Feast for Crows    | Пир за врани          | 2006 – Издателство: „Бард“. Превод: Валерий Русинов. |         |
| 2011           | A Dance with Dragons | Танц с дракони        | 2011 – Издателство: „Бард“. Превод: Валерий Русинов. |         |
| –              | The Winds of Winter  | Ветровете на зимата   | (предстояща)                                         |         |
| –              | A Dream of Spring    | Мечта за пролет       | (предстояща)                                         |         |

Първоначалните планове са историята да бъде под формата на трилогия, но впоследствие Мартин решава да удвои броя на книгите до шест. След излизането на Вихър от мечове през 2002 г. той обявява, че следващата книга вероятно ще се нарича Танц с дракони и действието в нея ще се развива цели 5 години след края на това в последната книга. С времето обаче тази идея не се оказва никак добра и Мартин на практика се вижда принуден да спре да пише Танц с дракони и да започне цялата работа отначало, написвайки нова книга, която да запълни появилата се празнина. След това обаче възниква нов проблем – докато я пише, Мартин осъзнава, че четвъртата книга започва да става твърде дълга, а той дори не е близо до завършването ѝ. Тогава Мартин се изправя пред дилема – или да издаде това, което е написал до момента, прекъсвайки историята на книгата по средата, но включвайки всички персонажи, или да издаде книга, описваща завършените истории на приблизително половината персонажи. В крайна сметка той решава, че вторият вариант е по-добър и издава четвъртата книга, озаглавена Пир за врани, чийто сюжет се фокусира в Кралски чертог, Речните земи, Железните острови и Дорн. Останалите места, важни за сюжета – Севера, Вала, Земите отвъд Вала и Източния Континент – са оставени за петата книга. Именно по тези причини паузата между третата и четвъртата книга става едва ли не нарицателна, а феновете са принудени да чакат цели 5 години.

## Историята
„Песен за огън и лед“ се развива в измислен свят, в който сезоните траят десетилетия, но като цяло много наподобява средновековна Европа. Въпреки че повествованието се развива в такъв измислен свят развоят на събитията и персонажите е особено реалистичен и силно напомня автентични истории и личности от западноевропейската история – с привидно висок морал, прикриващ пределни разюзданост и безмилостност. В книгата има много главни герои и още десетки високоразвити второстепенни, като по-голямата част от събитията се случват на континента Вестерос. След смъртта на крал Робърт Баратеон редица малки и големи благороднически семейства, които дотогава са били обединени и са живели в относителен кралски мир, повеждат война помежду си за властта. Междувременно, далеч на изток, последната жива наследница на рода Таргариен – кралската династия, от която навремето Робърт е завоювал властта след кръвопролитен бунт – набира съюзници, за да си върне това, което ѝ принадлежи по право. Тези междуособици се развиват под един нарастващ и в началото неопределен страх от наближаващия зимен цикъл и мрака на древните демонични заплахи, които идват с него.

### Информация за издаваните в България книги от жанровете фантастика и фентъзи
1. ↑  Игра на тронове (2001)
2. ↑  Сблъсък на крале (2001)
3. ↑  Вихър от мечове (2002)
4. ↑  Пир за врани (2006)
5. ↑  Танц с дракони (2011)